# Centrum Antyterrorystyczne
Centrum Antyterrorystyczne Agencji Bezpieczeństwa Wewnętrznego (CAT ABW) – jednostka powołana do koordynacji działań podejmowanych przez jednostki odpowiedzialne za ochronę antyterrorystyczną Polski na podstawie zarządzenia Prezesa Rady Ministrów nr 102 z dnia 17 września 2008 roku. Do zadań CAT ABW należy m.in. monitoring zagranicznych mediów sympatyzujących z terrorystami czy też wykonywanie czynności analityczno-informacyjnych. Centrum funkcjonuje w systemie całodobowym przez 7 dni w tygodniu. Bezpłatnym numerem do Centrum Antyterrorystycznego jest numer 996.

## Podstawy prawne
CAT ABW działa na podstawie:
- ustawy z dnia 24 maja 2002 r. o Agencji Bezpieczeństwa Wewnętrznego oraz Agencji Wywiadu[5],
- ustawa z dnia 10 czerwca 2016 r. o działaniach antyterrorystycznych (Dz.U. z 2025 r. poz. 194),
- zarządzenia nr 163 Prezesa Rady Ministrów z dnia 26 września 2018 r. w sprawie nadania statutu Agencji Bezpieczeństwa Wewnętrznego[6].

Pod koniec 2007 roku została przeprowadzona analiza porównawcza rozwiązań systemowych dotyczących zwalczania terroryzmu w państwach Unii Europejskiej. Wykazała ona, że w Polsce istnieje znaczna liczba służb zajmujących się przeciwdziałaniem terroryzmowi w zakresie czterech filarów UE, czyli zapobieganie, ochrona, ściganie i reagowanie. Nie powstała jednak struktura, której celem byłaby koordynacja działalności krajowych służb i instytucji w zakresie zwalczania terroryzmu. Skutkowało to nieefektywnymi działaniami, rozbieżnymi ocenami dotyczącymi zagrożeń terrorystycznych oraz niepoprawną identyfikacją wpływających na ten stan czynników.
W związku z taką oceną powstała koncepcja rozdziału kompetencji, wskazania podmiotów koordynujących realizację zadań na terenie Polski i powołania struktury o charakterze operacyjnym, czyli Centrum Antyterrorystycznego ABW. Została ona zaakceptowana przez ówczesnego Ministra Spraw Wewnętrznych i Administracji Grzegorza Schetynę oraz Szefa ABW Krzysztofa Bondaryka. Następnie projekt został przedstawiony Międzyresortowemu Zespołowi do Spraw Zagrożeń Terrorystycznych, który poparł go oraz doprecyzował struktury krajowego systemu do spraw terroryzmu, dzieląc je na trzy poziomy:
- poziom strategiczny: Prezes Rady Ministrów, Minister Spraw Wewnętrznych i Administracji, Rządowy Zespół Zarządzania Kryzysowego, Międzyresortowy Zespół do Spraw Zagrożeń Terrorystycznych, Rządowe Centrum Bezpieczeństwa,
- poziom operacyjny: Centrum Antyterrorystyczne ABW,
- poziom taktyczny: służby specjalne, służby i instytucje podległe ministerstwom: spraw wewnętrznych i administracji, obrony narodowej, finansów, infrastruktury[7].

Następnie koncepcja została przekazana do zaopiniowania oraz akceptacji Komisji do Spraw Służb Specjalnych, Kolegium do Spraw Służb Specjalnych oraz Rządowemu Centrum Legislacji. Projekt został zaakceptowany przez premiera Donalda Tuska, a Zarządzenie nr 102 Prezesa Rady Ministrów z dnia 17 września 2008 roku, zmieniające zarządzenie w sprawie nadania statutu ABW, skutkowało powołaniem od 1 października 2008 roku nowej jednostki organizacyjnej, czyli Centrum Antyterrorystycznego ABW.

## Zasady działania
Centrum pracuje w systemie 24-godzinnym przez 7 dni tygodniu. Służbę w jednostce pełnią funkcjonariusze, żołnierze oraz pracownicy cywilni podmiotów krajowych zajmujących się przeciwdziałaniem zagrożeniom terrorystycznym, tj. Agencja Wywiadu, Agencja Bezpieczeństwa Wewnętrznego, Służba Wywiadu Wojskowego, Służba Kontrwywiadu Wojskowego. Służbę w tej jednostce pełnić mogą również funkcjonariusze: Policji, Straży Granicznej, Służby Ochrony Państwa, Państwowej Straży Pożarnej, Krajowej Administracji Skarbowej, Żandarmerii Wojskowej a także Rządowego Centrum Bezpieczeństwa.
Służby i instytucje uczestniczące w systemie ochrony antyterrorystycznej RP przekazują do CAT ABW informacje na podstawie Otwartego katalogu incydentów i zdarzeń zgłaszanych do Centrum Antyterrorystycznego Agencji Bezpieczeństwa Wewnętrznego. Dokument ten, sporządzony w 2008 roku przez Międzyresortowy Zespół do Spraw Zagrożeń Terrorystycznych, został znowelizowany 24 maja 2013 roku i przyjęty przez to gremium w formie Uchwały nr 1/2013.
Dzięki przyjętym rozwiązaniom, informacje przekazywanie do CAT ABW mogą być wykorzystywane przez wszystkie podmioty rozpoznające i zwalczające zjawisko terroryzmu oraz w pełni służyć skutecznemu działaniu całego systemu ochrony antyterrorystycznej RP. Bazy danych oraz systemy łączności Centrum, umożliwiają natychmiastowe pozyskiwanie informacji, ich weryfikowanie i dzielenie się nabytą w ten sposób wiedzą z partnerami w Polsce i za granicą. Nowoczesne rozwiązania techniczne w zakresie zarządzania informacjami i łącznością, pozwalają skrócić do niezbędnego minimum czas wymiany tych informacji między podmiotami.
Dane przesyłane do CAT ABW przez poszczególne służby i instytucje stanowią podstawę do sporządzania dokumentów na temat poziomu zagrożenia terrorystycznego w Polsce oraz działań podejmowanych przez krajowe służby i instytucje odnośnie poszczególnych incydentów. Materiały przygotowane w Centrum są przekazywane kierownictwu państwa oraz uczestnikom systemu ochrony antyterrorystycznej RP.

## Realizowane zadania
Podstawowym zadaniem CAT ABW jest koordynowanie procesu wymiany informacji pomiędzy uczestnikami systemu obrony antyterrorystycznej oraz wdrażanie we właściwym czasie wspólnych procedur reagowania w przypadku zaistnienia jednej z czterech kategorii zdefiniowanego zagrożenia:
- zdarzenia terrorystycznego na terenie Polski, mającego wpływ na bezpieczeństwo RP i jej obywateli;
- zdarzenia terrorystycznego zaistniałego poza granicami RP, mającego wpływ na bezpieczeństwo RP i jej obywateli;
- uzyskania informacji o potencjalnych zagrożeniach mogących wystąpić na terenie Polski i poza granicami RP;
- uzyskania informacji dotyczących „prania pieniędzy” lub transferów finansowych mogących świadczyć o finansowaniu działalności terrorystycznej[9].

Zadania CAT ABW:
1. Analizowanie poziomu zagrożenia terrorystycznego RP oraz monitorowanie i analizowanie treści ekstremistycznych pojawiających się w mediach
  - określanie bieżącego i prognozowanego poziomu zagrożenia terrorystycznego dla Polski, jej obywateli oraz interesów;
  - tworzenie opracowań monograficznych na podstawie wiedzy przekazywanej do CAT ABW przez inne podmioty i instytucje;
  - informowanie kierownictwa państwa o zidentyfikowanych bądź potencjalnych zagrożeniach terrorystycznych;
  - dokonywanie bieżącej analizy treści zamieszczanych w środkach masowego przekazu dotyczących działalności o charakterze ekstremistycznym i terrorystycznym[10].
2. Dokonywanie sprawdzeń i ustaleń dotyczących osób i podmiotów w systemach bazodanowych CAT ABW
  - weryfikowanie otrzymanych informacji w dostępnych systemach bazodanowych;
  - poszerzanie i uszczegóławianie tych systemów, m.in. dzięki konsultacjom z poszczególnymi służbami i instytucjami;
  - analiza zagrożenia terrorystycznego w innych państwach, w kontekście bezpieczeństwa strategicznych interesów i obywateli RP;
  - ocena funkcjonowania systemów ochrony elementów infrastruktury krytycznej kraju, pod kątem usunięcia ewentualnych nieprawidłowości[10].
3. Prowadzenie współpracy zagranicznej – współdziałanie i podtrzymywanie relacji z zagranicznymi podmiotami zaangażowanymi w przeciwdziałanie zagrożeniom terrorystycznym i w zwalczanie tych zagrożeń przez:
  - wymianę informacji;
  - wspólną analizę globalnych zagrożeń;
  - dzielenie się doświadczeniami i wiedzą[10].
4. Utrzymywanie łączności z krajowymi uczestnikami systemu ochrony antyterrorystycznej oraz z partnerami zagranicznymi w systemie 24-godzinnym[9]
  - stałe przekazywanie sygnałów o potencjalnych zagrożeniach dla kierownictw instytucji współpracujących z CAT celem podejmowania na bieżąco działań;
  - monitoring poziomu bezpieczeństwa obiektów mogących stanowić potencjalne cele dla ataku terrorystycznego[10].

Dodatkowo CAT ABW odpowiada za:
- wspomaganie działań służb i instytucji w akcji, po ewentualnym zamachu terrorystycznym;
- kontynuację działalności analityczno-informacyjnej w trakcie wystąpienia sytuacji kryzysowej, jaką jest zamach terrorystyczny[10].

## Współpraca międzynarodowa

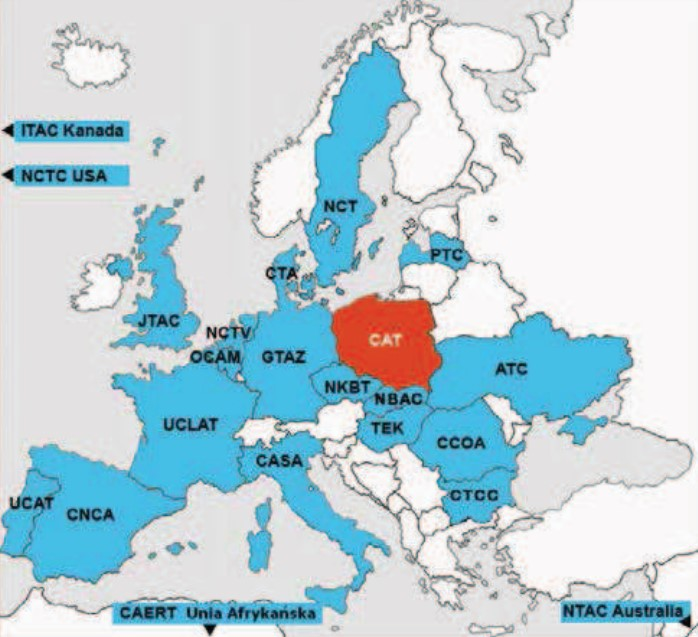
Centra antyterrorystyczne współpracujące z CAT ABW

Jako członek Unii Europejskiej Polska jest zobowiązana do realizacji Unijnej Strategii w zakresie zwalczania terroryzmu. Działania CAT w tym zakresie realizowane są przez:
- udział w pracach grupy roboczej ds. terroryzmu w ramach współpracy policyjnej i sądowej w sprawach karnych;
- uczestnictwo w pracach grup skupiających służby wywiadu i bezpieczeństwa państw europejskich, m.in. Klub Berneński; The Counter Terrorist Group (CTG);
- aktywne członkostwo w organie konsultatywnym dla służb bezpieczeństwa państw członkowskich NATO.

Dodatkowo CAT ABW prowadzi współpracę zagraniczną ze strukturami NATO, OBWE oraz Radą Europy.
CAT ABW prowadzi również współpracę dwustronną na podstawie porozumień zawartych między Polską a innymi państwami.